# Non la vedo bene
Non la vedo bene è un singolo promozionale del gruppo musicale italiano Management, pubblicato il 23 giugno 2023 da Garrincha Dischi.
Il brano è stato realizzato in collaborazione con Lo Stato Sociale.

## Descrizione
Non la vedo bene è un brano collaborativo scritto dal Management e Lo Stato Sociale con la partecipazione di Matteo "Costa" Romagnoli, cantautore e fondatore di Garrincha Dischi. Si tratta di uno degli ultimi lavori di Matteo Romagnoli, registrato nei giorni precedenti la prematura scomparsa avvenuta il 14 giugno 2023 a causa di una prolungata malattia. Il testo del brano riflette l'incertezza verso il futuro già presente in composizioni precedenti, fatta di abitudini e ricorrenze che diventano progressivamente sempre più opprimenti. Luca Romagnoli, frontman del Management, ha affermato: 
Il Management e Lo Stato Sociale avevano già collaborato in passato per la realizzazione dei video musicali delle canzoni Il cinematografo e Senza macchine che vadano a fuoco nel 2014. Le registrazioni di Non la vedo bene hanno avuto luogo presso il Donkey Studio di Medicina, con il contributo di Nicola "Hyppo" Roda. Il brano è stato pubblicato come singolo promozionale estratto dalla versione deluxe di Ansia capitale (2022), sesto album in studio del Management.

## Video musicale
Il brano è accompagnato da un video diretto da Valentina Grilli e presentato in anteprima su Billboard il 30 giugno 2023. Le riprese hanno avuto luogo presso l'Officina Pasolini, laboratorio teatrale e multimediale di Roma, e hanno visto la partecipazione di Sara Celestini, Emanuele Malandrino e Alice Nobili.
Nel video è presente il riferimento alla pellicola Zabriskie Point (1970) di Michelangelo Antonioni.